# سرمواز
سرمواز (به‌فرانسوی: Sermoise تلفظ فرانسوی: [sɛʁmwaz]) یک کمون در بخش ان در
او-دو-فرانس در شمال فرانسه است.
به ساکنان شهر سرمواز سرموازین می‌گویند.

## وسعت
سرمواز ۵٫۵۱ کیلومتر مربع مساحت دارد ۵۰ متر بالاتر از سطح دریا واقع شده‌است.